# Виллисы
«Виллисы» (итал. Le Villi — «феи-вилы») — опера-балет в двух действиях (изначально в одном) Джакомо Пуччини. Либретто Фердинандо Фонтана основано на рассказе Les Willis Альфонса Карра, которого вдохновляли южнославянские поверья о вилах (также использованные в балете «Жизель»). Опера в оригинальном одноактном виде была исполнена в миланском театре даль Верме 31 мая 1884 года. 

## История создания
«Виллисы» — первая сценическая работа молодого композитора. Опера была написана в 1883 году для конкурса одноактовых опер в журнале Il teatro illustrato («Иллюстрированный театр»), выпускавшемся миланским издателем Эдоардо Сонцоньо. Наград опера не получила, вероятно, из-за того, что нотная запись готовилась в спешке. Тем не менее, опера была поставлена и пользовалась значительным успехом. В ночь после премьеры двадцатипятилетний Джакомо послал своей матери телеграмму следующего содержания: «Театр полон, огромный успех; ожидания превзойдены; восемнадцать выходов к публике; финал первого акта трижды повторялся на бис». На первом представлении в составе оркестра на контрабасе играл 21-летний Пьетро Масканьи.
На волне успеха Пуччини ещё трижды перерабатывал оперу, в 1884, 1888 и 1892 годах. В итоговом варианте опера длится 64 минуты.

## Партии
| Партия                           | Голос           | Исполнитель (премьера 31 мая 1884) | Исполнитель, (постановка 26 декабря 1884) |
| -------------------------------- | --------------- | ---------------------------------- | ----------------------------------------- |
| Гульельмо, главный лесник        | баритон или бас | Эрминио Пельтц                     | Агостино Гначчарини                       |
| Анна, его дочь                   | сопрано         | Розина Капонетти                   | Елена Борона                              |
| Роберто, юноша                   | тенор           | Антонио д’Андраде                  | Энрико Филиппи-Брешиани                   |
| Жители гор, вилы, невидимые духи |                 |                                    |                                           |

## Либретто
Место действия: Чёрный лес, Германия
Время действия: Средние века
Действие первого акта происходит весной. Лесничий Гульельмо с семьёй и гостями празднует помолвку своей дочери Анны с юношей по имени Роберто. Роберто получил крупное наследство и должен отправиться за ним в Майнц. Анна волнуется за него и поёт арию «Se come voi piccina» («Если бы я была совсем крошечной / Ты мог бы взять меня с собой»). Роберто пытается её успокоить, но Анна рассказывает, что видела сон, в котором Роберто умирает. Гульельмо благословляет Роберто в путь и тот уходит.
Между актами — интермеццо: Роберто попадает в сети сирены и забывает об Анне. Анна ждёт его всё лето и осень, а зимой умирает от одиночества. Раскрывается суть названия: по легенде, если девушка умирает от любви, то феи заставят разбившего её сердце юношу танцевать, пока тот не умрёт.

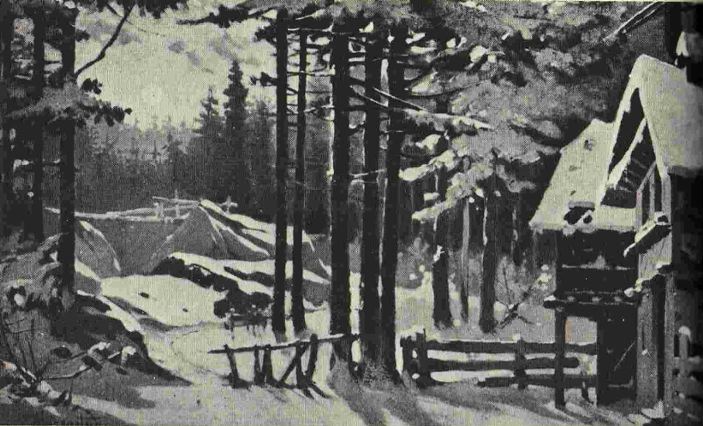
Набросок к декорациям второго акта

Второй акт помещён на фоне зимней природы. Гульельмо винит Роберто в смерти дочери и призывает фей-вил отомстить юноше (ария «Anima santa della figlia mia» —  «Святая душа моей дочери»). Роберто, оставшийся без гроша после встречи с сиреной, узнаёт о смерти Анны и возвращается. Вилы заманивают Роберто в лес, тот напуган и раскаивается (ария «Torna ai felici dì» — «Если бы вернуть счастливые дни»). Появляется призрак Анны и рассказывает ему о том, как страдала перед смертью. Роберто молит о прощении, но вилы хором поют «Предатель! Предатель!» Роберто, Анна и хоровод вил танцуют, пока Роберто не падает у её ног. Юноша мёртв. Вилы поют «Осанна! Осанна!»